# Sóviet Supremo de la República Socialista Soviética de Kirguistán
El Sóviet Supremo de la República Socialista Soviética de Kirguistán (en kirguís: Кыргыз ССР Жогорку Совети, romanizado: Qırğız SSR Joğorku Soveti; en ruso: Верховный Совет Киргизской ССР) era el sóviet supremo (mayor órgano legislativo) de la República Socialista Soviética de Kirguistán, una de las repúblicas constituyentes de la Unión Soviética. 

## Historia
El Sóviet Supremo de la RSS de Kirguistán fue establecido en base a la Constitución adoptada  el 23 de marzo de 1937. Establecía que sus diputados (un total de 450) serían elegidos mediante sufragio directo y universal, por un periodo de 4 años. Llevó a cabo su primera sesión del 18 al 20 de julio de 1938. Tras la promulgación de la nueva constitución en 1978, la duración de las convocatorias se modificó a 5 años. Tras la disolución de la Unión Soviética y la consecuente independencia de Kirguistán, fue reemplazado por el Consejo Supremo.

## Estructura

### Presídium
El presídium era el órgano con funciones legislativas encargado de dirigir al Sóviet Supremo durante los periodos entre sesiones de este. Los miembros de este eran elegidos por los diputados al inicio de cada convocatoria. Sus funciones eran convocar las sesiones del Sóviet Supremo, interpretar las leyes, otorgar títulos honoríficos y condecoraciones, relevar y designar a ministros locales a propuesta del Presidente del Consejo de Ministros, entre otras. Estaba formado por un presidente, dos vicepresidentes, un secretario y 11 miembros ordinarios. 

### Diputados
Los diputados del Sóviet Supremo de la RSS de Kirguistán eran electos sobre la base de sufragio universal, igual y directo en votación secreta por ciudadanos mayores de 18 años, en proporción de un diputado por cada 5,000 habitantes.

## Facultades
El Sóviet Supremo de la República Socialista Soviética de Kirguistán elegía un Presídium responsable ante él, y también formaba al Gobierno; elegía al Consejo de Ministros de la República Socialista Soviética de Kirguistán, y a la Corte Suprema de la República Socialista Soviética de Kirguistán. También los diputados eligieron a los jefes de los comités ejecutivos locales y parcialmente a sus diputados, el estado mayor de mando de los distritos militares ubicados en el territorio de la RSS de Kirguistán.
Los deberes del Sóviet Supremo también consistían en:
- Modificar la Constitución de la República Socialista Soviética de Kirguistán y adoptar nuevas versiones;
- Publicar y aprobar los planes económicos nacionales y el presupuesto estatal de la república;
- Supervisar el estado y la gestión de las empresas subordinadas a la Unión y supervisarlas.

La forma principal de la actividad del Sóviet Supremo eran las sesiones, que el Presídium convocaba dos veces al año. Asimismo, ante solicitud del Presídium o a solicitud de un tercio de los diputados, se podían convocar sesiones extraordinarias y solemnes (dedicadas a fechas destacadas). El Sóviet Supremo formaba comisiones permanentes y temporales. Las leyes fueron aprobadas por mayoría de votos de los diputados que participaron en la reunión del Sóviet Supremo.

## Convocatorias
| Convocatoria      | Periodo   |
| ----------------- | --------- |
| I Convocatoria    | 1938-1946 |
| II Convocatoria   | 1946-1950 |
| III Convocatoria  | 1950-1954 |
| IV Convocatoria   | 1954-1958 |
| V Convocatoria    | 1958-1962 |
| VI Convocatoria   | 1962-1966 |
| VII Convocatoria  | 1966-1971 |
| VIII Convocatoria | 1971-1975 |
| IX Convocatoria   | 1975-1979 |
| X Convocatoria    | 1979-1984 |
| XI Convocatoria   | 1984-1989 |
| XII Convocatoria  | 1989-1991 |

## Presidentes delPresídiumdel Sóviet Supremo de la RSS de Kirguistán
| Imagen | Imagen | Nombre                              | Inicio                  | Fin                     | Partido político  |
| ------ | ------ | ----------------------------------- | ----------------------- | ----------------------- | ----------------- |
|        |        | Asanali Tolubayev (1896-1962)       | 19 de julio de 1938     | 22 de marzo de 1943     | Partido Comunista |
|        |        | Moldogazi Tokobayev (1905-1974)     | 22 de marzo de 1943     | 14 de noviembre de 1945 | Partido Comunista |
|        |        | Turabái Kulatov (1908-1984)         | 14 de noviembre de 1945 | 25 de agosto de 1978    | Partido Comunista |
|        |        | Sultan Ibraimov (1927-1980)         | 25 de agosto de 1978    | 22 de diciembre de 1978 | Partido Comunista |
|        |        | Andréi Buss (1911-1980)             | 22 de diciembre de 1978 | 10 de enero de 1979     | Partido Comunista |
|        |        | Arstanbek Duisheyev (1932-2003)     | 10 de enero de 1979     | 14 de enero de 1981     | Partido Comunista |
|        |        | Temirbek Koshoev (1931-2009)        | 14 de enero de 1981     | 8 de agosto de 1987     | Partido Comunista |
|        |        | Tashtanbek Akmatov (Nacido en 1938) | 8 de agosto de 1987     | 10 de abril de 1990     | Partido Comunista |

## Presidentes del Sóviet Supremo de la RSS de Kirguistán
| Imagen | Imagen | Nombre                              | Inicio                  | Fin                     | Partido político  |
| ------ | ------ | ----------------------------------- | ----------------------- | ----------------------- | ----------------- |
|        |        | Iván Boryak (1904-1941)             | 18 de julio de 1938     | 10 de mayo de 1940      | Partido Comunista |
|        |        | Kadyraly Dzhanaliyev (1909-?)       | 10 de mayo de 1940      | 15 de marzo de 1947     | Partido Comunista |
|        |        | Abdi Suyerkulov (1912-1992)         | 15 de marzo de 1947     | 10 de julio de 1950     | Partido Comunista |
|        |        | Bolot Mambetov (1907-1990)          | 10 de julio de 1950     | 21 de agosto de 1953    | Partido Comunista |
|        |        | Kazi Dikambayev (1913-2010)         | 21 de agosto de 1953    | 1 de abril de 1955      | Partido Comunista |
|        |        | Kurman-Gali Karakeyev (1913-2012)   | 1 de abril de 1955      | 27 de mayo de 1959      | Partido Comunista |
|        |        | Turdakún Usubalíyev (1919-2015)     | 27 de mayo de 1959      | 11 de mayo de 1961      | Partido Comunista |
|        |        | Abdykair Kazakbayev (1920-1967)     | 11 de mayo de 1961      | 15 de abril de 1963     | Partido Comunista |
|        |        | Asambek Tokombayev (1925-1995)      | 15 de abril de 1963     | 30 de julio de 1964     | Partido Comunista |
|        |        | Beishenbái Murataliev (1929-1973)   | 30 de julio de 1964     | 1 de julio de 1971      | Partido Comunista |
|        |        | Begimali Dzhamgerchinov (1914-1982) | 1 de julio de 1971      | 4 de julio de 1975      | Partido Comunista |
|        |        | Salmoorbek Tabyshaliev (1928-1993)  | 4 de julio de 1975      | 27 de marzo de 1980     | Partido Comunista |
|        |        | Tendik Askarov (1937-2019)          | 27 de marzo de 1980     | 26 de marzo de 1985     | Partido Comunista |
|        |        | Amanbek Karypkulov (1939-2008)      | 26 de marzo de 1985     | 13 de diciembre de 1985 | Partido Comunista |
|        |        | Turgunbái Akmatov (Nacido en 1935)  | 13 de diciembre de 1985 | 10 de abril de 1990     | Partido Comunista |
|        |        | Absamat Masalíyev (1933-2004)       | 10 de abril de 1990     | 10 de diciembre de 1990 | Partido Comunista |